# Liste de gangs de Californie
Il s'agit d'une liste de gangs de rue notables, actifs sur le plan criminel, qui opèrent ou ont opéré en Californie.

## Asiatiques
- Big Circle Gang
- Criminally Related Tongs
- Yakuza
- Triades chinoises

## Hispaniques
- MS-13
- 18th Street Gang
- Clanton 14
- Avenidas
- Barrio Longo 13
- Nuestra Familia
- Drifters
- La Eme

## Blancsou Non-Hispaniques
- Aryan Brotherhood
- Hells Angels
- Nazi Lowriders
- Hammerskins
- Mafia russe
- Galloping Goose Motorcycle Club
- Market Street Commandos
- Pissed Off Bastards of Bloomington
- Aryan Nations
- Volksfront
- Iron Horsemen
- Mafia américaine
- BANK
- Mafia albanaise